# Conradstraße
La Conradstraße è un tratto di strada carrabile sull'Altopiano dei Sette Comuni costruita durante la prima guerra mondiale dall'esercito austro-ungarico per dotare la zona nord dell'Altopiano di una via d'accesso agevole per i mezzi motorizzati.

## Descrizione
La strada, lunga 0,6 km, è chiusa al traffico motorizzato ed è dotata di fondo naturale. Essa collegava due importanti crocevia della viabilità austroungarica: Bivio Italia e Bivio Conrad. Da Bivio Italia infatti si dirama la Kaiser Karl Straße che permette di giungere nei pressi del Monte Ortigara oppure la conca di Campo Gallina (ove si trovava la sede del comando austriaco). Da Bivio Conrad si diramano invece la Mecenseffystraße e la Zoviellostraße, altre importanti arterie viarie durante il primo conflitto mondiale.
L'insieme di queste strade rappresenta un importante percorso storico-culturale oltre che un eccellente itinerario per chi pratica la mountain bike.

## Etimologia
La strada (e l'omonimo bivio) furono intitolati al feldmaresciallo austriaco Franz Conrad von Hötzendorf, capo di Stato Maggiore dell'esercito austroungarico che pianificò numerosi attacchi sull'Altopiano di Asiago, come alcune battaglie per la conquista delle Melette e l'Offensiva di Primavera.